# Tadeusz Oszubski
Tadeusz Oszubski (ur. 13 stycznia 1958 w Bydgoszczy, zm. 28 maja 2025 tamże) – polski pisarz, publicysta i dziennikarz. Należał do Związku Literatów Polskich.
Jego debiutem książkowym był zbiór wierszy „Zostawiliśmy skrzydła w szatni”, a debiutem prozatorskim było opowiadanie „Hobby starszego pana” wydane w 1991 roku. Specjalizował się w literaturze grozy i fantasy oraz publikacjach dotyczących zjawisk niewyjaśnionych.
Opublikował m.in. powieść Sfora, nominowaną do Nagrody im. Janusza A. Zajdla oraz zbiór opowiadań Drapieżnik, za który otrzymał nagrodę Wydawnictw Bertelsmann Media – „Świat książki” i Zysk i S-ka w II Konkursie na Polską Powieść Współczesną (Warszawa 1998). Jest współautorem zbioru reportaży pt. Niewyjaśnione zjawiska w Polsce, który otrzymał nominację do nagrody dziennikarskiej Grand Press 2003.
Stale publikował w „Expressie Bydgoskim”. Współpracował z wieloma czasopismami opisującymi zjawiska niewyjaśnione (m.in. „Czwarty wymiar”, „Nieznany Świat”), publikował opowiadania w „Feniksie” i „Nowej Fantastyce”.
Od 17 października 2017 był także Dyrektorem Kreatywnym w Fundacji „Nasza Tradycja – Nasza Przyszłość”.

## Publikacje
- Zostawiliśmy skrzydła w szatni (zbiór wierszy), K.P.T.K., Bydgoszcz 1984.
- Hobby starszego pana (opowiadanie, debiut prozatorski), tygodnik „Kujawy i Pomorze” 1991.
- Sfora, w Almanach Grozy i Fantastyki „Voyager” nr 3, wyd. Przedświt, Warszawa 1992.
- Interregnum w Czarna Msza, Antologia opowiadań science fiction, wyd. Dom wydawniczy REBIS, Poznań 1992.
- Mesjasz, wyd. Ceglarski, Bydgoszcz 1993, ISBN 83-900847-0-8.
- Twierdza Nienawiści, wyd. S.R., Warszawa 1997, ISBN 83-87289-20-5.
- Drapieżnik, wyd. Bertelsmann Media – „Świat książki”, Warszawa 1999, ISBN 83-7227-346-4.
- Maszyna w „Machina”, najlepsze opowiadania filmowe, wyd. Machina, Warszawa 2000.
- Niewyjaśnione zjawiska w Polsce (współautor: Wojciech M. Chudziński), wyd. Videograf II, Katowice 2003.
- Tajemnicze istoty, wyd. KOS 2004, ISBN 83-89375-47-8[7]
- Tajemnice świata, wyd. KOS 2005, ISBN 83-89375-68-0.
- Zahady z rise zvirat, wyd. Alpress,s.r.o.,Frydek-Mistek, Brno 2006, ISBN 80-7362-260-2.
- Miłość, wyd. Erica, Warszawa 2014, ISBN 978-83-64185-80-9.
- Tajemnicze artefakty, wyd. Erica, Warszawa 2016, ISBN 978-83-65310-55-2.
- Łzy Goplany, wyd. Fundacja Nasza Tradycja Nasza Przyszłość, Bydgoszcz 2016, ISBN 978-83-65150-35-6.
- Bydgostia, wyd. Fundacja Nasza Tradycja Nasza Przyszłość, Bydgoszcz 2017, ISBN 978-83-947264-0-9.
- Młode, wyd. Fundacja Nasza Tradycja Nasza Przyszłość, Bydgoszcz 2017, ISBN 978-83-947264-1-6.
- Miasto, wyd. Łuczniczka, Fundacja Nasza Tradycja Nasza Przyszłość, Bydgoszcz 2018, ISBN 978-83-947264-2-3.
- ZakoHanna, wyd. Łuczniczka, Fundacja Nasza Tradycja Nasza Przyszłość, Bydgoszcz 2019, ISBN 978-83-947264-4-7[8]
- Legenda Panien Wodnych, wyd. Łuczniczka, Bydgoszcz 2019, ISBN 978-83-947264-5-4.
- Mysterious Artifacts, wyd. Royal Hawaiian Press, USA 2020, ISBN 1-7363485-0-7, ISBN 978-1736348505.
- Interregnum Historie, wyd.Łuczniczka, Bydgoszcz 2020, ISBN 978-83-947264-8-5.
- Sfora, wyd.Stalker Books 2021, ISBN 978-83-662807-9-3.
- Mysterious Stories:The Unknown Facts About Historical Figures, wyd. Royal Hawaiian Press, USA 2021, ISBN 978-1-7377737-5-7.
- Tajemnicze historie z pogranicza światów, wyd.Grupa Wydawnictwo Kobiece, Białystok 2022, ISBN 978-83-67137-01-0.
- Miłość, wyd. Wydawca Arkadiusz Siejda, Kalinowo 2023, ISBN 978-83-962307-2-0.
- Zaświatowe Biuro Śledcze, wyd. Wydawca Arkadiusz Siejda, Kalinowo 2024, ISBN 978-83-962307-8-2.
- Szepty szatana, wyd. Wydawca Arkadiusz Siejda, Kalinowo 2025, ISBN 978-83-68179-21-7 (książka wydana po śmierci autora).